# Sárgaszemű toditirannusz
A sárgaszemű toditirannusz (Todirostrum cinereum) a madarak osztályának a verébalakúak (Passeriformes) rendjébe, a királygébicsfélék (Tyrannidae) családjába tartozó faj.

## Előfordulása
Mexikó, Costa Rica, Honduras, Nicaragua, Panama, Belize, Salvador, Argentína, Bolívia, Brazília, Kolumbia, Ecuador, Francia Guyana, Guatemala, Guyana, Paraguay, Peru, Suriname és Venezuela területén honos. A természetes élőhelye szubtrópusi vagy trópusi erősen leromlott egykori erdők, szubtrópusi vagy trópusi száraz erdők, szubtrópusi vagy trópusi síkvidéki nedves erdők, szubtrópusi vagy trópusi hegyi nedves erdők, száraz szavanna, szubtrópusi vagy trópusi síkvidéki száraz cserjések, szubtrópusi vagy trópusi síkvidéki nedves cserjések, legelők, ültetvények és  vidéki kertek.

## Alfajai
- Todirostrum cinereum cearae Cory, 1916
- Todirostrum cinereum cinereum (Linnaeus, 1766)
- Todirostrum cinereum coloreum Ridgway, 1906
- Todirostrum cinereum finitimum Bangs, 1904
- Todirostrum cinereum peruanum Zimmer, 1930
- Todirostrum cinereum sclateri (Cabanis & Heine, 1859)
- Todirostrum cinereum virididorsale Parkes, 1976
- Todirostrum cinereum wetmorei Parkes, 1976

## Megjelenése
Testhossza 9,5-10,2 centiméter, testtömege 6,5-6,8 gramm.
|  |